# Sei iellato, amico hai incontrato Sacramento
Sei iellato, amico hai incontrato Sacramento! è un film del 1972, diretto da Giorgio Cristallini.